# Stillingia treculiana
Stillingia treculiana là một loài thực vật có hoa trong họ Đại kích. Loài này được (Müll.Arg.) I.M.Johnst. miêu tả khoa học đầu tiên năm 1923.